# Knox (Maine)
Knox è un comune degli Stati Uniti d'America, situato nello Stato del Maine, nella contea di Waldo.